# Крутой (Воронежская область)
Крутой — хутор в Калачеевском районе Воронежской области.
Входит в состав городского поселения Калач.

## География

### Улицы
- ул. Звёздная,
- ул. Крутой Яр,
- ул. Лиственная,
- ул. Пасечная,
- ул. Прудовая.